# 雨晴海岸
雨晴海岸（日语：／ Amaharashikaigan */?）是日本富山县高冈市北部的一处海岸，该海岸同时也是能登半岛国定公园的一部分。雨晴海岸在2014年被录入「世界百大海湾名录」；同时也被列入「日本海岸百选」及「白沙青松百选」名录。在该景点临近处设有道之驿雨晴 ，JR西日本冰见线亦在此处設置雨晴站。

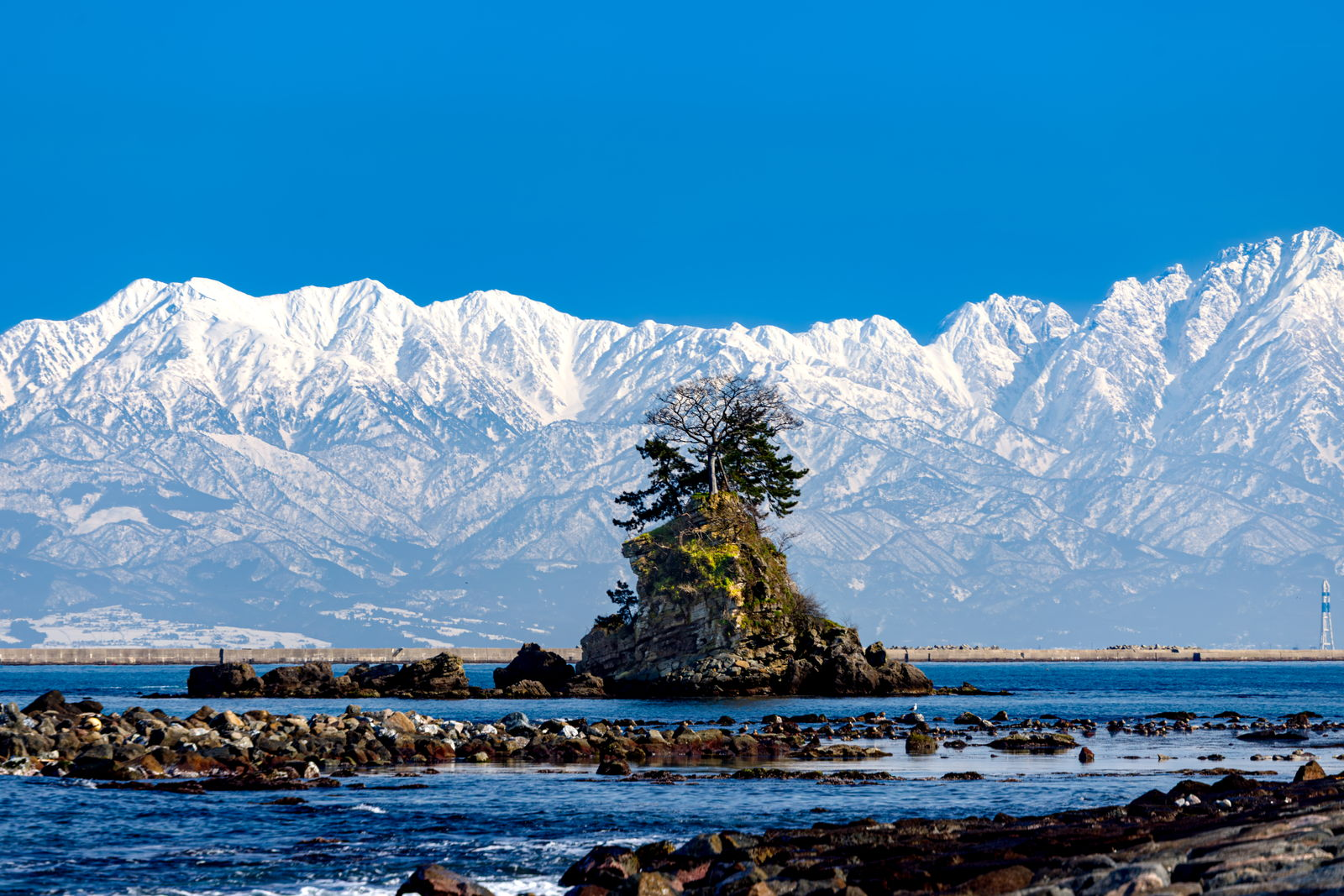
女岩與立山連峰

## 概要

### 名称由来

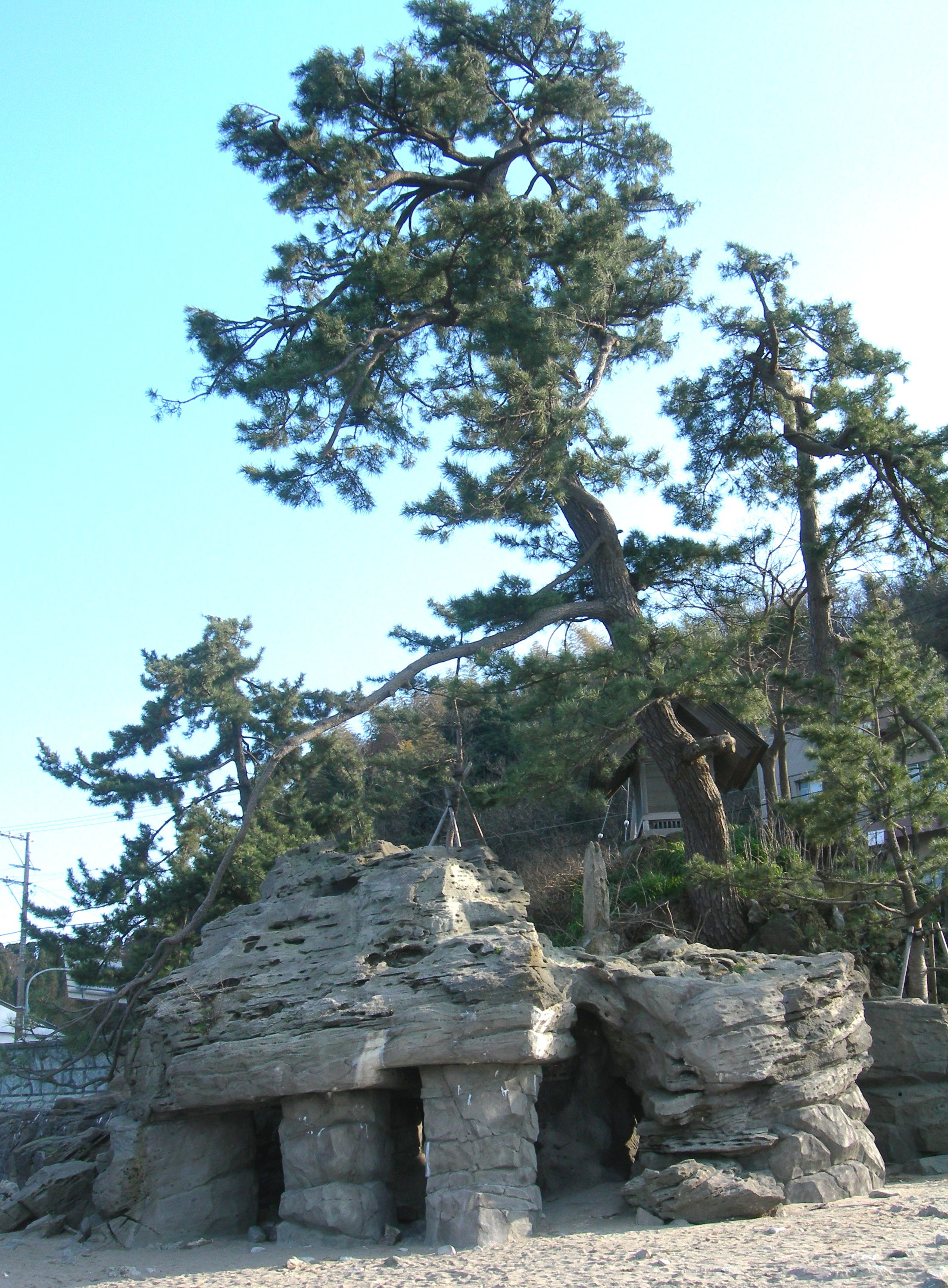
义经岩

传说源义经一行人行经至此，突然间下起了倾盆大雨，武藏坊辨慶便将岩石举起，于岩下避雨，等待晴天，因此得名雨晴。该岩石现在即位于雨晴站旁，名为义经岩，又称雨晴岩。

## 周边场所
|  |

•樱谷古坟
•道之驿雨晴
•雨晴站

## 相关作品
•日本乐团ヨルシカ的歌曲「ただ君に晴れ」 （页面存档备份，存于）的MV即是在此摄制。
•日本歌手水森香织的歌曲「雨晴海岸」即是描述的该地。